# (19678) Belczyk
(19678) Belczyk (1999 RO168) – planetoida z grupy pasa głównego asteroid okrążająca Słońce w ciągu 4,91 lat w średniej odległości 2,89 j.a. Odkryta 9 września 1999 roku.